# Буйки (Мядельський район)
Буйки (біл. вёска Буйкі) — село в складі Мядельського району Мінської області, Білорусь. Село підпорядковане Сирмезькій сільській раді, розташоване в північній частині області.